# 89e division d'infanterie (Empire allemand)
Pour les articles homonymes, voir 89e division d'infanterie.
La 89e division d'infanterie est une unité de l'armée allemande qui participe à la Première Guerre mondiale.

## Première Guerre mondiale

### Composition

#### 1915 - 1916
- 178e brigade d'infanterie

333e régiment d'infanterie
373e régiment d'infanterie
8e régiment de Landwehr
- 89e régiment de cavalerie
- 89e régiment d'artillerie de campagne
- 911e batterie d'artillerie de campagne (1916)
- 5e compagnie du 26e bataillon de pionniers

#### 1917
- 178e brigade d'infanterie

333e régiment d'infanterie
373e régiment d'infanterie
8e régiment de Landwehr
- 4e escadron du 11e régiment de dragons
- 89e régiment d'artillerie de campagne
- 5e compagnie du 26e bataillon de pionniers

#### 1918
- 178e brigade d'infanterie

333e régiment d'infanterie
373e régiment d'infanterie
- 4e escadron du 11e régiment de dragons
- 89e régiment d'artillerie de campagne (état-major, 1re, 2e et 3e batterie)
- 5e compagnie du 26e bataillon de pionniers

### Historique

#### 1914
- 14 - 31 octobre : en défense sur la Vistule.
- 26 octobre - 1er novembre : attaque contre Kowal.
- 13 - 19 novembre : combats autour de Lipno et Płock
- 16 novembre - 15 décembre : bataille de Łódź.
- 20 - 27 novembre : reconnaissances au nord de la Vistule.
- À partir du 18 décembre : combats sur les rivières Rawka et Bzura.

#### 1915

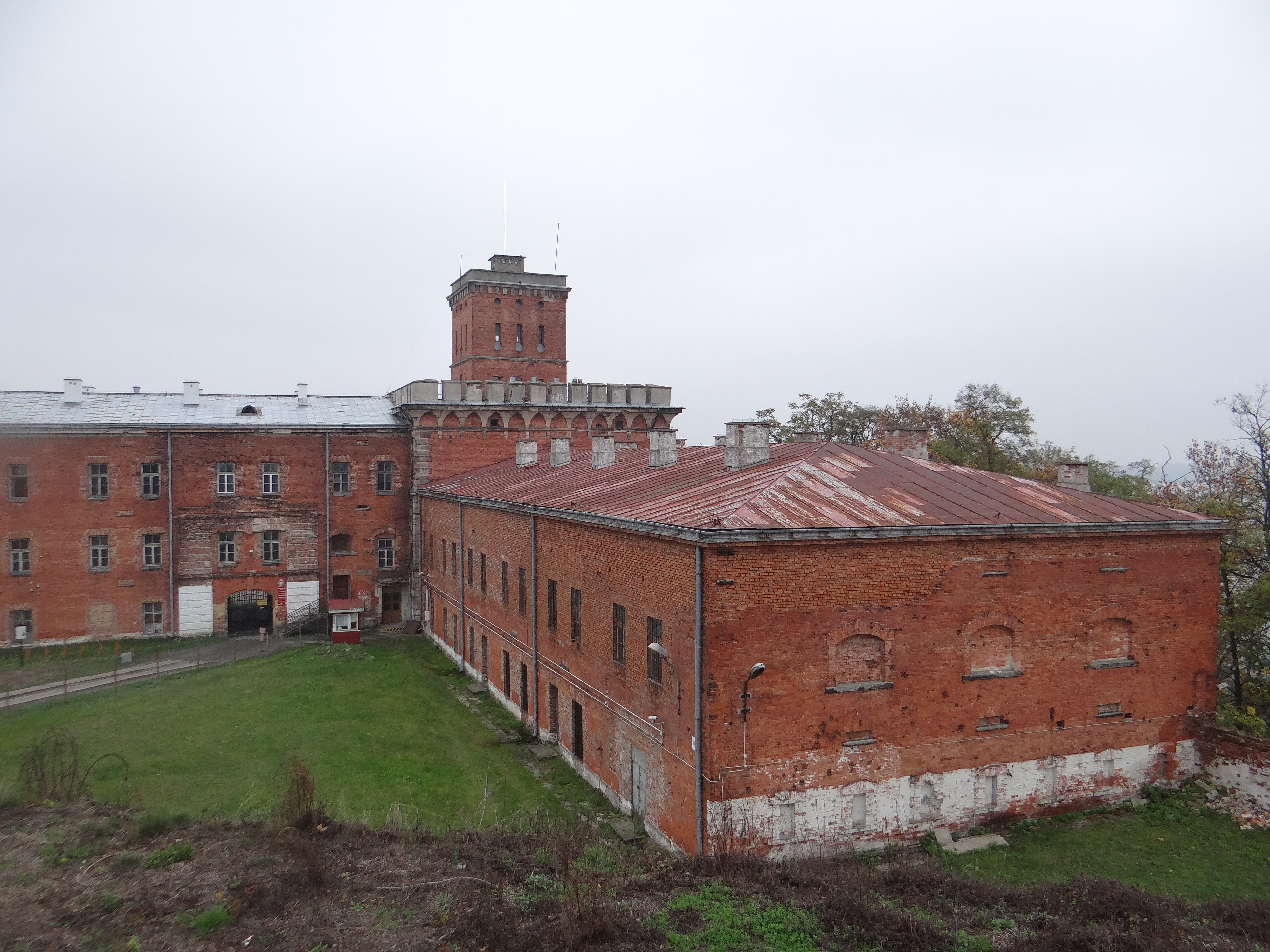
La Tour des Tatars à Novogeorgievsk.

- Jusqu'au 16 juillet : combats sur les rivières Rawka et Bzura.
- 17 juillet - 15 août : bataille de Varsovie.
- 6 - 15 août : combats d'approche de la forteresse de Novogeorgievsk (Modlin).
- 13 - 20 août : siège de Novogeorgievsk.
- 19 août - 8 septembre : combats sur le Niemen.
- 9 septembre - 2 octobre : offensive de Sventiany et prise de Vilnius
- 5 octobre - 25 novembre : combats de position entre Kreva, Smarhon, le lac Naratch et Tverečius.
- À partir du 26 novembre : combats de position sur la Bérézina, l'Olchanka et la Krevlianka.

#### 1916

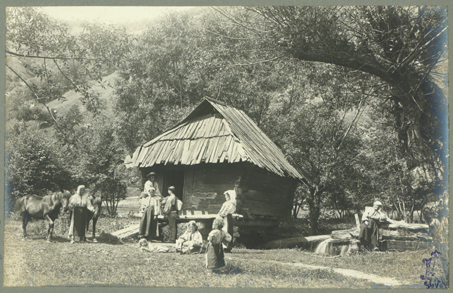
Ferme de montagne près de Petroşani en Transylvanie, Leopold Adler, v. 1900-1920.

- Jusqu'au 6 septembre : combats de position sur la Bérézina, l'Olchanka et la Krevlianka.
- 11 - 27 septembre : engagement dans la bataille de Transylvanie (en), rattachement à la 1re armée austro-hongroise.
- 26 - 29 septembre : bataille d'Hermannstadt (partie de la division)
- 29 septembre - 4 octobre : combats dans les monts Făgăraș.
- 5 octobre : bataille du Geisterwald (monts Perșani).
- 7 - 9 octobre : bataille de Kronstadt.
- 10 octobre - 8 décembre : combats dans les montagnes autour de Predeal et Bogya.
- 9 - 20 décembre : combats de poursuite sur les rivières Ialomița, Prahova et Buzău.
- 21 - 27 décembre : bataille de Râmnicu Sărat.

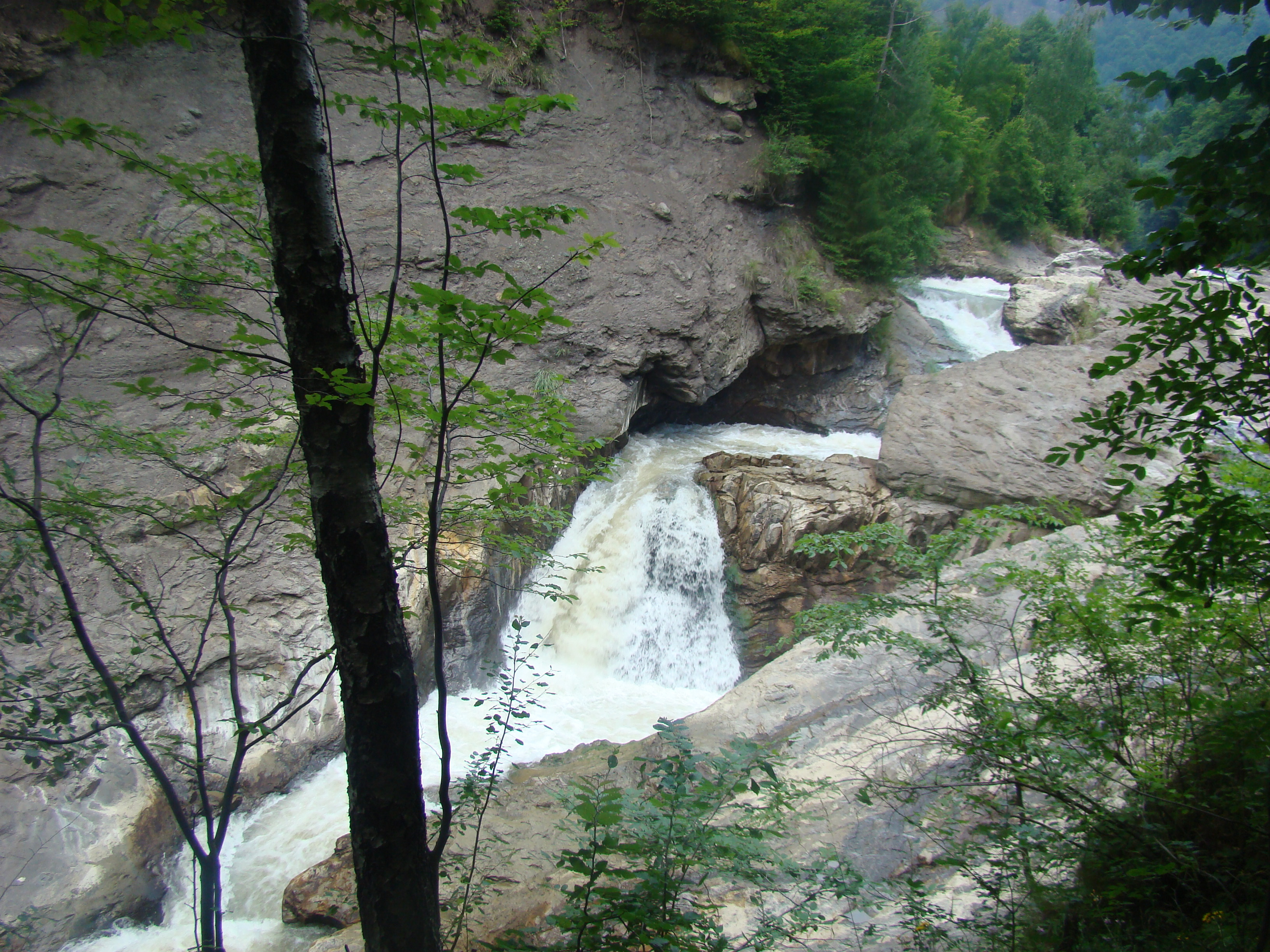
Rapides de la Putna, județ de Vrancea.

- À partir du 28 décembre : combats de poursuite après la prise de Râmnicu Sărat.

#### 1917
- Jusqu'au 3 janvier : combats de poursuite après la prise de Râmnicu Sărat.
- 4 - 8 janvier : bataille de la Putna (en)
- 9 janvier - 5 août : combats de position sur la Putna et le Siret.
- 22 - 25 juillet : bataille défensive sur le Siret.
- 26 juillet - 9 décembre : combats de position sur le Siret et la Șușița (en).
- 6 août - 3 septembre : offensive de rupture sur la Putna et la Șușița.
- 10 décembre : l'armistice de Focșani avec la Roumanie interrompt les opérations.

#### 1918
- Janvier : transfert d'une grande partie de l'unité aux 76e division de réserve et 115e division d'infanterie qui vont combattre sur le front de l’Ouest.
- Avril : en réserve à Panciu puis à Focșani.
- Jusqu'au 7 mai : continuation de l'armistice.
- 7 mai : traité de Bucarest suivi de l'occupation de la Roumanie.
- Juin : le 375e régiment d'infanterie est envoyé en reconnaissance à Drenova sur le front de Macédoine.
- Juillet : retour du régiment à Panciu.
- Fin octobre : campement dans la région de Bucarest.
- À partir du 2 novembre : évacuation par les Balkans vers la Hongrie.

## Chefs de corps
| Grade           | Nom                          | Date                               |
| --------------- | ---------------------------- | ---------------------------------- |
| Generalleutnant | Eduard von Westernhagen (de) | 24 août - 4 octobre 1915           |
| Generalleutnant | Hinko von Lüttwitz           | 5 octobre 1915 - 17 octobre 1916   |
| Generalmajor    | Hans von Below               | 18 octobre 1916 - 1er janvier 1917 |
| Generalmajor    | Bruno Melms                  | 2 janvier - 27 juillet 1917        |
| Generalleutnant | Richard Hermann Vogel        | 27 juillet 1917 - 12 janvier 1919  |